# El-orgel
Et elorgel er et elektronisk musikinstrument med tangenter. Det blev oprindeligt konstrueret til at efterligne lyden af et orgel, men de fleste moderne elorgler kan dog også efterligne lyden af andre instrumenter.